# Олга Александровна
Велика кнегиња Олга Александровна (рус. О́льга Алекса́ндровна; Петерхоф, 1/13. јун 1882 — Торонто, 24. новембар 1960) била је најмлађа ћерка руског цара Александра III Александровича и млађа сестра цара Николаја II.
Олга је одрасла у дворцу Гатчињски изван Санкт Петербурга. Њен однос са мајком, царицом Маријом, ћерком данског краља Кристијана IX, био је напет и удаљен од детињства. Насупрот томе, са оцем је била блиска. Њен отац, цар Александар III, умро је када је она имала 12 година, а престо је наследио њен брат Николај. Године 1901, са 19 година, удала се за војводу Петра Александровича од Олденбурга, за кога су породица и пријатељи приватно веровали да је хомосексуалац. Њихов петнаестогодишњи брак био је неконзумиран, а Петар је првобитно одбио Олгин захтев за развод. Пар је водио одвојене животе и њихов брак је у октобру 1916. године поништио цар. Већ следећег месеца Олга се удала за коњичког официра Николаја Куликовског, у кога се заљубила неколико година раније. Током Првог светског рата, Олга је служила као медицинска сестра и одликована је медаљом за личну храброст. Након пада Романових у Руској револуцији 1917. године, побегла је са мужем и децом на Крим, где су живели под претњом атентата. Њеног брата Николаја и његову породицу убили су револуционари.
У фебруару 1920. Олга је са мужем и њихова два сина побегла из Русије. Придружили су се њеној мајци, царици удовици, у Данској. У егзилу, Олга је била сапутница и секретарица својој мајци и често је била мета превараната који су тврдили да су потомци Романових, односно њени (тада већ мртви) рођаци. Године 1925. у Берлину је познала и најпознатију преваранткињу Ану Андерсон. Након смрти царице удовице 1928. године, Олга и њен муж су купили фарму крава у Балерупу, у близини Копенхагена. Водила је једноставан живот: одгајала је своја два сина, радила на фарми и сликала. Током свог живота, насликала је преко 2.000 слика, што је обезбедило додатни приход и за њену породицу и за добротворне послове којима се бавила.
Године 1948, осећајући се угрожено од режима Јосифа Стаљина, Олга и њена ужа породица преселили су се на фарму у Кембелвилу у Онтарију (Канада). У каснијим годинама Олга и њен муж су се преселили у бунгалов у близини Куксвила у Онтарију, где је пуковник Куликовски умро 1958. Две године касније, како јој се здравље погоршало, Олга се са пријатељима преселила у мали стан у Источном Торонту. Умрла је у 78. години, седам месеци после своје старије сестре Ксеније. Пред крај живота и касније Олга је у најширој јавности била називана последњом великом кнегињом царске Русије.

## Рани живот
Олга је била најмлађа ћерка цара Александра III и његове супруге, царице Марије, некадашње данске принцезе Дагмар. Рођена је у пурпуру (тј. за време владавине свог оца) у палати Петерхоф, западно од централног Санкт Петербурга, 13. јуна 1882. године. Њено рођење најављено је традиционалним поздравом из 101 пушке са бедема Петропавловске тврђаве и сличним поздравима широм Руског царства. Њена мајка, коју је саветовала њена сестра, Александра, принцеза од Велса, дала је Олгу на чување енглеској дадиљи Елизабети Френклин.
Руска царска породица била је честа мета атентатора, па је из безбедносних разлога велика кнегиња одгајана у сеоској палати Гатчина, удаљена око 80 километара западно од Санкт Петербурга. Иако су Олга и њена браћа и сестре живели у палати, услови су били скромни, чак и спартански. Спавали су на тврдим логорским креветима, устајали у зору, умивали се хладном водом и јели једноставну кашу за доручак.
Олга је први пут напустила Гатчину  када је царска породица посетила Кавказ, 1888. године. Дана 29. октобра њихов повратни воз се великом брзином приближио малом граду Борки. Олгини родитељи и њихово четворо старије деце ручали су у вагону-ресторану када је воз силовито залупао и излетео са шина. Вагон је био оштећен; тешки гвоздени кров се урушио, а точкови и под су били одсечени. Преживели очевици су тврдили да је цар испузао испод смрскане таванице а и држао га „херкуловим напором” да би остали могли да побегну; прича која је касније сматрана невероватном. У овој несрећи, погинуло је 21 особа. Царица Марија је помагала у збрињавању рањеника правећи импровизоване завоје од сопствене одеће. Званична истрага је утврдила да је несрећа заиста била несрећни случај а не планирано убиство, али је владало лажно уверење да су две бомбе биле постављене на прузи.
Велику војвоткињу и њену браћу и сестре подучавали су код куће приватни учитељи. Предмети су укључивали историју, географију, руски, енглески и француски, као и цртање и плес. Физичке активности попут јахања поучаване су у раном детињству, а деца су постала стручни јахачи.
Породица је била дубоко религиозна. Док су Божић и Васкрс били време славља и расипништва, Велики пост се строго поштовао — избегавало се месо, млечни производи и сваки вид забаве.
Царица Марија је била уздржана и формална са Олгом, а њихов однос је остао тежак. С друге стране Олга, њен отац и најмлађи од њене браће, Михаил, имали су блиску везу. Заједно, њих троје су често ишли на пешачење по Гатчинским шумама, где је цар учио Олгу и Михаила шумарству. Једном приликом Олга је изјавила за свог оца:
Отац ми је био све. Задубљен у посао какав је био, увек је штедео тих дневних пола сата... једном ми је отац показао веома стари албум пун најузбудљивијих скица пером и мастилом о замишљеном граду званом Мопсополис, у коме живе мопси. Показао ми га је у тајности, и била сам одушевљена што је са мном поделио своје тајне из детињства.
Породични празници су коришћени за путовања током лета у Петерхофу и код Олгине баке и деде у Данској. Међутим, 1894. године Олгин отац постаје све болеснији, а годишње путовање у Данску је отказано. Дана 13. новембра 1894. умро је у 49. години. Емоционални утицај на Олгу, стару 12 година, био је трауматичан, а њен најстарији брат, нови цар Николај II, био је гурнут у улогу за коју је по Олгином каснијем мишљењу, био лоше припремљен.

## Дворски живот
Олга је требала да буде приказана друштву средином 1899. са 17 година, али након смрти њеног брата Георгија у 28. години, њено прво званично појављивање у јавности је одложено за годину дана до 1900. године. Мрзела је то искуство, а касније је свом званичном биографу Иану Воресу рекла: „Осећала сам се као животиња у кавезу — први пут изложена јавности.“ Од 1901. Олга је служила као почасни врховни комадант 12. Ахтирског хусарског пука Руске императорске војске. Хусари Ахтирски, познати по победи над Наполеоном Бонапартом у бици код Кулма 1813. године, носили су препознатљив смеђи долман.
До 1900. године, Олгу, стару 18 година, пратио је у позориште и оперу даљи рођак, војвода Петар Александрович од Олденбурга, члан куће Олденбург. Био је 14 година старији од ње и познат по својој страсти за књижевношћу и коцкањем. Петар је тражио Олгину руку следеће године, што је био предлог који је велику кнегињу потпуно изненадио: „Била сам толико затечена да сам све што сам могла да кажем било хвала“, говорила је касније.
Њихова веридба, објављена у мају 1901, изненадила је породицу и пријатеље, пошто Питер раније није показивао интересовање за жене, а чланови друштва су претпостављали да је хомосексуалац. Са 19 година, 9. августа [по старом 27. јула] 1901. Олга се удала за 33-годишњег Петра. Након славља, младенци су отишли у палату Олденбург на Марсовом пољу. Олга је брачну ноћ провела сама у сузама, док је њен муж отишао у коцкарницу, враћајући се следећег јутра. Њихов брак је остао неконзумиран, а Олга је сумњала да је Петрова амбициозна мајка натерала га да запроси. Биограф Патриша Феникс је мислила да је Олга можда прихватила његов предлог да се осамостали од своје мајке, удовице царице, или да избегне брак на страном двору. Пар је у почетку живео са њеном тазбином Александром Петровичем и Еугенијем Максимилијановном од Олденбурга. Аранжман није био хармоничан, јер су Петрови родитељи, обоје познати по свом добротворном раду, прекоравали свог сина јединца због његове лењости. Олга није волела своју свекрву; иако је Еугенија, блиска пријатељица царице удовке, дала својој снаји многе поклоне, укључујући и тијару од рубина коју је Наполеон поклонио Жозефини де Боарне. Неколико недеља након венчања Олга и њен муж отпутовали су у Бијариц, у Француској, одакле су отпловили у Соренто, у Италији, јахтом коју им је позајмио краљ Велике Британије Едвард VII.
По повратку у Русију, настанили су се у палати од 200 соба, бившу вилу Барјатински у Сергијевској улици број 46 (данашња улица Чајковског) у Санкт Петербургу. У палати, која је поклон цара Николаја II његовој сестри, сада се налази Трговинско-индустријска комора Санкт Петербурга. Олга и Петар су имали одвојене спаваће собе на супротним крајевима зграде, а велика кнегиња је имала свој уметнички студио. Несрећна у браку, имала је нападе депресије због којих је губила косу, приморана да носи перику. Требале су јој две године да јој коса поново израсте.
У близини имања Олденбурга, Рамона у Вороњешкој области, Олга је имала своју вилу, названу „Олгино“ по локалном граду. Она је из својих прихода субвенционисала сеоску школу и основала болницу. Њена снаха је касније написала: „Трудила се да помогне свакој особи колико су јој снаге и средства дозвољавали.” У болници је научила основе лечење и неге од локалног лекара. Своју јаку православну веру показала је стварањем верских икона, које је делила у добротворне подухвате које је подржавала. На Рамону су Олга и Петар уживали у шетњи оближњим шумама и заједно ловили вукове. Био је љубазан и пажљив према њој, али је она чезнула за љубављу, нормалним браком и децом.
У априлу 1903. године, током краљевске војне смотре у Павловској палати, Олгин брат Михаило ју је упознао са официром Плаве кирасирске гарде, Николајем Куликовским. Олга и Куликовски су почели да се виђају и редовно су размењивали писма. Исте године, у доби од 22 године, суочила се са својим мужем и затражила развод, што је он одбио – уз напомену да би могао поново размислити након седам година. Ипак, Олденбург је именовао Куликовског за ађутанта и дозволио му да живи у истој резиденцији са Олденбургом и Великом кнегињом у Сергијевској улици. Веза између Куликовског и велике кнегиње није била јавна, али су се друштвом ширили трачеви о њиховој романси.
Од 1904. до 1906. војвода Петар је био постављен на војно место у Царском Селу, комплексу палата јужно од Санкт Петербурга. У Царском Селу се велика кнегиња зближила са својим братом Николајем и његовом породицом, који је живео у Александровском дворцу у близини њене резиденције. Олга је ценила своју везу са четири царске ћерке. Од 1906. до 1914. Олга је сваког зимског викенда водила своје нећаке на забаве и веридбе у Санкт Петербург, без пратње њихових родитеља. Посебно јој се допала најмлађа од Николиних ћерки, њена кума Анастасија, коју је назвала Швипсик („малена“). Преко свог брата и снаје, Олга је упознала Распућина, самозваног светог човека који је тврдио да има исцелитељске моћи. Иако није јавно критиковала Распућиново дружење са царском породицом, није била уверена у његове наводне моћи и приватно га није волела. Како се Олга зближила са породицом свог брата, њен однос са другим преживелим братом, Михаилом, погоршао се. На њен и Николасов ужас, Михаил је побегао са својом љубавницом, два пута разведеном пучанком, и комуникација између Михаила и остатка породице је у суштини престала.
Јавни немири због руско-јапанског рата 1904–1905 и захтеви за политичким реформама су се повећали у раним годинама двадесетог века. На Богојављење 1905. група револуционара је пуцала на Зимски дворац са Петропавловске тврђаве. Олга и царица удовица су биле засуте крхотинама стакла са разбијеног прозора, али су остале неповређене. Три недеље касније, на „крваву недељу“ (22. јануара [по старом 9. јануара] 1905.), козачке трупе су убиле најмање 92 особе током демонстрација, а месец дана касније убијен је Олгин ујак, велики кнез Русије Сергеј Александрович. Подизани су устанци широм земље, а делови морнарице су се побунили. Олга је подржала именовање либерала Петра Столипина за премијера, а он је кренуо у програм постепених реформи, али је 1911. године убијен. Немири у јавности, Михаилово бекство и Олгин лажни брак су је оптерећивали и 1912. године, док је била у посети Енглеској са својом мајком, доживела је нервни слом. Царица Александра је такође била лоше због умора, забринута због лошег здравља свог сина хемофиличног Алексеја. Олга је замењивала царицу на јавним манифестацијама и пратила брата у обиласку унутрашњости, док је царица остајала код куће.

## Рат и револуција
Дана 1. августа 1914. када се назирао Први светски рат, Олгин пук, Ахтирски хусари, појавио се на Царској смотри пред њом и царем у Красноје Селу. Куликовски се добровољно пријавио у службу код Хусара, који су били стационирани на фронтовима у југозападној Русији. Са претходним медицинским знањем Велике кнегиње из села Олгино, почела је да ради као медицинска сестра у болници Црвеног крста са недовољно особља у Ровну, близу места где је био стациониран њен сопствени пук. Током рата нашла се под јаком аустријском ватром док је посећивала пук на фронту. Медицинске сестре су ретко радиле тако близу линије фронта и због тога је одликована Орденом Светог Георгија од генерала Манерхајма, који је касније постао председник Финске. Пошто су Руси губили пред Централним силама, Олгина болница је премештена на исток у Кијев, а Михаило се из иностранства вратио у Русију.
Године 1916. цар Николај II је поништио брак између војводе Петра Александровича и велике кнегиње, дозвољавајући јој да се уда за пуковника Куликовског. Венчање је објављено 16. новембра 1916. у Кијевско-Васиљевској цркви у Триохсвјатителској у Кијеву. Једини гости били су удовица царица, Олгин зет велики кнез Александар, четири официра Ахтирског пука и две Олгине колегинице болничарке из болнице у Кијеву.
Током рата, унутрашње тензије и економска депривација у Русији су наставили да расту, а револуционарне симпатије су расле. Након што је цар Николај II абдицирао почетком 1917. године, многи чланови династије Романов, укључујући Николаја и његову ужу породицу, били су заточени у кућном притвору. У потрази за безбедношћу, удовица царица, велики кнез Александар и велика кнегиња Олга су специјалним возом отпутовали на Крим, где им се придружила Олгина сестра (Александрова жена) велика кнегиња Ксенија. Живели су на Александровом имању, Ај-Тодор, око 19 км од Јалте, где су их локалне снаге ставиле у кућни притвор. Њено прво дете и син, Тихон Николајевич, рођен је 12. августа 1917. током њиховог заточеништва. Добио је име по Тихону Задонском, светитељу поштованом у близини имања велике кнегиње у Олгину.
Романови изоловани на Криму су мало знали о судбини цара и његове породице. Никола, Александра и њихова деца првобитно су били смештени у њиховој званичној резиденцији, Александровској палати, али их је привремена влада под вођством Александра Керенског преселила у Тобољск, у Сибиру. У фебруару 1918. већина царске породице у Ај-Тодору је пресељена на друго имање у Ђулберу, где су велики кнезови Никола и Петар већ били у кућном притвору. Олга и њен муж су остављени у Ај-Тодору. Револуционарни савет Јалте је осудио на смрт целу породицу Романов на Криму, али су погубљења била одложена због политичког ривалства између Совјета Јалте и Севастопоља. До марта 1918. Централна сила Немачке је напредовала на Крим, а револуционарне гарде су замењене немачким. Новембра 1918. немачке снаге су обавештене да је њихова нација изгубила рат и евакуисале су се кући. Савезничке снаге преузеле су луке на Криму, у знак подршке лојалистичкој Белој гарди, што је преживелим члановима породице Романов дало време да побегну у иностранство. Удовицу царицу и, на њено инсистирање, већину њене породице и пријатеља евакуисао је британски ратни брод ХМС Молборо  Николај II је већ био стрељан, а породица је испостављајући се, тачно претпоставила да су убијени и његова жена и деца.
Олга и њен муж су одбили да напусте Русију и одлучили су да се преселе на Кавказ, који је Бела гарда очистила од револуционарних бољшевика. Царски телохранитељ, Тимофеј Јатчик, водио их је до свог родног града, великог козачког села Новоминскаја. У тамошњем изнајмљеном сеоском дому са пет соба, Олга је 23. априла 1919. родила свог другог сина Гурија Николајевича. Име је добио по њеном пријатељу Гурију Панајеву, који је погинуо док је служио у Ахтирском пуку током Првог светског рата. У новембру 1919. породица је кренула на своје последње путовање кроз Русију. Непосредно испред револуционарних трупа, побегли су у Новоросијск и склонили се у резиденцију данског конзула Томаса Шита, који их је обавестио о безбедном доласку царице удовице у Данску. После кратког боравка код конзула, породица је отпремљена у избеглички камп на острву Бујукада у мореузу Дарданели у близини Истанбула у Турској, где су Олга, њен муж и деца делили три собе са још једанаест одраслих. После две недеље евакуисани су у Београд у Краљевину СХС где ју је посетио принц регент Александар. Александар је понудио великој кнегињи и њеној породици стални дом, али Олгу је мајка позвала у Данску. На Велики петак 1920. године, Олга је са породицом стигла у Копенхаген. Живели су са царицом удовицом, прво у палати Амалијенборг, а затим на краљевском имању Хвидоре, где је Олга била мајчина секретарица и пратиља. Био је то понекад тежак аранжман. Царица удовица је инсистирала да јој Олга буде на располагању и сматрала је да су Олгини млади синови превише бучни. Пошто се никада није помирила са идејом о удаји своје ћерке за обичног човека, била је хладна према Куликовском, ретко му је дозвољавала да буде у свом присуству. Очекивало се да ће Олга на свечаним пријемима сама пратити своју мајку.

## Ана Андерсон
Годинама се након убиства породице Романов у ноћи између 16. и 17. јула 1918. године у Јекатеринбургу, појављивала вест о преживелим потомцима па и самим члановима породице Романов. Једна од најпознатијих преваранткиња била је Ана Андерсон.
Године 1925. Олга и пуковник Куликовски отпутовали су у Берлин да упознају Ану Андерсон, која је тврдила да је Олгина нећака, велика кнегиња Анастасија Николајевна од Русије. Андерсон је покушала самоубиство у Берлину 1920. године, што је Олга касније назвала „вероватно једином неспорном чињеницом у целој причи“. Ана је тврдила да је уз помоћ човека по имену Чајковски побегла из револуционарне Русије преко Букурешта, где му је родила дете. Олга је сматрала причу „опипљиво лажном“, пошто Ана није покушала да ступи у контакт са румунском краљицом Марији (прва рођака оба Анастасијина родитеља), током читавог њеног наводног боравка у Букурешту. Олга је рекла:
Да је госпођа Андерсон заиста била Анастасија, краљица Марија би је препознала... Марија никада не би била шокирана ничим, а моја нећакиња би то знала... У причи нема ни једне назнаке правог доказа. Жена се држи подаље од једног рођака који би је први препознао, разумео њену очајну невољу и саосећао са њом.
Ана је изјавила да је била у Берлину да обавести принцезу Ирену од Пруске, сестру царице Александре и рођака цара Николаја II о њеном преживљавању. Олга је прокоментарисала: „[Принцеза Ирена] је била једна од најодговорнијих жена у својој генерацији. Моја нећака би знала да би је њено стање заиста шокирало.“
Олга је упознала Ану, који се лечила од туберкулозе, у дому за старе. О посети Олга је касније рекла:
Моја вољена Анастасија имала је петнаест година када сам је последњи пут видела у лето 1916. Имала би двадесет четири године 1925. Мислим сам да госпођа Андерсон изгледа много старије од тога. Наравно, требало је да се виде трагови веома дугу болести... Ипак, црте лица моје нећакиње се никако нису могле променити до непрепознатљивости. Нос, уста, очи су били различити. ... Чим сам села крај тог кревета у старачком дому Момсен, знала сам да гледам странца... Напустила сам Данску са мало наде у срцу. Отишла сам из Берлина са угашеном надом.
Олга је такође говорила да је запрепашћена што Ана говори само немачки и не показује знаке да зна ни енглески ни руски, док је Анастасија течно говорила оба та језика и није знала немачки. Ипак, Олга је остала саосећајна према Андерсону, можда зато што је сматрала да је она пре болесна него да намерно вара. Олга је касније објаснила,
... није ми се учинила отвореним преварантом. Њена грубост се борила против тога. Лукава варалица би учинила све што је могла да се додвори... Али понашање госпође Андерсон би било кога одвратило. Моје лично уверење је да је све почело од неких бескрупулозних људи који су се надали да ће се дочепати бар дела баснословног и потпуно непостојећег богатства Романова... Имала сам осећај да је, такорећи, "упозната", али далеко од савршеног. Грешке које је направила не могу се све приписати пропустима у памћењу. На пример, имала је ожиљак на једном од прстију и свима је говорила да је згњечен јер је лакеј пребрзо затворио врата кочија. И одмах сам се сетила правог инцидента. Била је Марија, њена старија сестра, која је прилично тешко повредила руку, и то се није догодило у кочијама, већ у царском возу. Очигледно је неко, пошто је чуо нешто о инциденту, пренео искривљену верзију тога госпођи Андерсон.
Претпоставља се да је Олга у почетку или била отворена за могућност да је Андерсон заиста Анастасија или није могла да се одлучи. Андерсонов биограф и присталица Питер Курт тврдио је да је Олга писала данском амбасадору Херлуфу Захлеу крајем октобра 1925: „Осећам да она није она у коју верује — али се не може рећи да није као чињеница„. У року од месец дана одлучила се. Написала је пријатељици: „Нема никакве сличности, и она несумњиво није А.“ Олга је послала Ани шал и пет писама, која су користиле Анине присталице да тврде да је Олга препознала Андерсонову као Анастасију. Олга је касније рекла да је послала поклон и писма „из сажаљења“ и назвала те тврдње „потпуном измишљотином“. Када је Олга одбила да јавно призна Ану као Анастасију и објавила изјаву у којој је порицала било какву сличност у данским новинама, Андерсонове присталице, Харијет фон Ратлеф и Глеб Боткин, тврдиле су да Олга поступа по упутствима која је телеграмом добила од њене сестре Ксеније, што је Олга негирала приватним писмима и сведочењем под заклетвом. Рекла је свом званичном биографу: „Никад нисам добила такав телеграм.“ Телеграм никада нису показале Анине присталице, и никада није пронађен ни у једном од папира који се односе на ову тврдњу. Ксенија је рекла,
[Андерсонове присталице] изнеле су најстрашније лажи о мојој сестри и мени... Претпостављало се да сам послала Олги телеграм у коме је писало: 'Нипошто не препознај Анастасију.' То је била фантазија. Никада нисам слала никакве телеграме, нити давала сестри било какав савет о њеној посети Берлину. Сви смо били уплашени мудрости њеног одласка, али само зато што смо се плашили да ће присталице тужитеља то искористити у пропагандне сврхе... Мојој сестри Олги је било жао те јадне жене. Била је љубазна према њој, а због њене доброте срца, њена мишљења и мотиви су погрешно представљени.

## Данска резиденција и егзодус
Удовица царица умрла је 13. октобра 1928. у Хвидореу. Њено имање је продато и Олга је од свог дела наследства купила фарму Кнудсминде, око 20 км од центра Копенхагена. Она и њен муж су држали краве из Јарсеја, свиње, кокошке, гуске, псе, мачке и коње, за шта се посебно интересовао пуковник Куликовски. За превоз су имали мали аутомобил и санке. Тихон и Гури имали су тринаест односно једанаест година када су се преселили у Кнудсминде и одрасли су на фарми. Олга је водила домаћинство уз помоћ своје старије, верне служавке Емилије Тенсо („Мимка“), која је са њом дошла из Русије. Велика кнегиња је живела једноставан живот, радећи у пољу, обављајући кућне послове и сликајући.
Фарма је постала центар руске монархистичке заједнице у Данској, а посетили су је многи руски емигранти. Олга је одржавала висок ниво преписке са руском емигрантском заједницом и бившим припадницима царске војске. Дана 2. фебруара 1935. у Руској православној цркви у Копенхагену, она и њен муж били су кумови, са својим рођаком принцом Густавом од Данске, Александру Шалбургу, сину данског официра руског порекла Кристијана Фредерика фон Шалбурга. Током 1930-их, породица је одлазила на годишње одморе у палату Софиеро, у Шведској, са престолонаследником Густавом од Шведске и његовом супругом Луизом. Олга је почела да продаје своје слике, руске и данске сцене, на аукцијама изложби у Копенхагену, Лондону, Паризу и Берлину. Део прихода је дониран добротворним организацијама које је подржавала.
На неутралну Данску је извршена инвазија од стране нацистичке Немачке 9. априла 1940. године и била је окупирана до краја Другог светског рата. Уследиле су несташице хране, ограничења у комуникацији и затварање транспорта. Пошто су Олгини синови, Тихон и Гури, служили као официри у данској војсци, били су интернирани као ратни заробљеници, али је њихов затвор у хотелу у Копенхагену трајао мање од два месеца. Тихон је остао у затвору још месец дана 1943. године, након што је ухапшен под оптужбом за шпијунажу. Други руски емигранти, жељни борбе против Совјета, пријавили су се у немачке снаге. Упркос интернацији њених синова и данском пореклу њене мајке, Олга је била умешана у дослух њених сународника са немачким снагама, јер је наставила да се састаје и пружа помоћ руским емигрантима који се боре против комунизма. Дана 4. маја 1945. године, немачке снаге у Данској су се предале Британцима. Када економски и социјални услови за руске изгнанике нису успели да се побољшају, генерал Петар Краснов је писао великој кнегињи, у којој је детаљно описао тешке услове који погађају руске имигранте у Данској. Она је заузврат замолила принца Аксела од Данске да им помогне, али је њен захтев одбијен.
По завршетку Другог светског рата, совјетске трупе су окупирале данско острво Борнхолм, а Совјетски Савез је писао данској влади оптужујући Олгу и данског католичког бискупа за заверу против совјетске владе. Преживели Романови у Данској су се плашили покушаја атентата и отмице, и Олга је одлучила да пресели своју породицу преко Атлантика, у релативну безбедну Канаду.

## Емиграција у Канаду
У мају 1948, Куликовски су отпутовали у Лондон данским бродом. Били су смештени у стану за „милост и наклоност” у палати Хемптон Корт, док нису направљени аранжмани за њихово путовање у Канаду као пољопривредни имигранти. Дана 2. јуна 1948. Олга, Куликовски, Тихон и његова жена Агнете, Гури и његова жена рођена у Данској Рут, Гуријево и Рутино двоје деце, Ксенија и Леонид, и Олгина одана пратиља и бивша слушкиња Емилија Тенсо („Мимка“ ) су отишли из Ливерпула на броду Царица Канаде. Након пута, брод је пристао у Халифаксу у Новој Шкотској. Породица је живела у Торонту, све док нису купили фарму од 200 ари у округу Халтон, Онтарио, близу Кембелвила.
До 1952. вођење фарме је постало тешко за Олгу и њеног мужа. Обоје су били стари; њихови синови су се одселили; тешко се долазило до посла; пуковник је патио од све веће болести, а део Олгиног преосталог накита је украден. Фарма је продата, а Олга, њен муж и њена бивша слушкиња, Мимка, преселили су се у мању кућу са пет соба на адреси Камила Роуд 2130, у Куксвил, Онтарио, предграђе Торонта које је сада спојено са Мисисогом. Мимка је доживела мождани удар због којег је остала инвалида, а Олга ју је неговала до Мимкине смрти 24. јануара 1954. године.
Комшије и посетиоци региона, укључујући стране и краљевске достојанственике, заинтересовали су се за Олгу и посетили њен дом. Међу њима су били чланови њене проширене породице, укључујући првог рођака принцезу Марину, војвоткињу од Кента, 1954. и другог рођака Луиса Маунтбатена и његову супругу Едвину, у августу 1959. У јуну 1959. године, краљица Елизабета II и принц Филип  посетили су Торонто и позвали велику војвоткињу на ручак на краљевску јахту Британија. Њен дом је такође био магнет за преваранте Романов, које су Олга и њена породица сматрали претњом.
До 1958. Олгин муж је био практично парализован, а она је продала део свог преосталог накита да прикупи средства. Након мужевљеве смрти 1958. године, постајала је све слабија све док није хоспитализована у априлу 1960. године у Општој болници у Торонту. Није била обавештена или није знала да је њена старија сестра Ксенија умрла у Лондону тог месеца. У немогућности да брине о себи, Олга је отишла код руских пријатеља емигранта, Константина и Синаиде Мартемианов, у стан изнад козметичког салона у улици Геррард Стреет Еаст 716, Торонто. Она је пала у кому 21. новембра 1960. и умрла је 24. новембра у 78. години.
Сахрањена је поред свог мужа на Јорк гробљу у Торонту, 30. новембра 1960. године, после церемоније у катедрали Христа Спаситеља у Торонту. У малој руској цркви, која је била преплављена ожалошћеним, стражарили су официри Ахтирских хусара и Плавих кирасира. Иако је живела једноставно, куповала јефтину одећу и сама се бавила куповином и баштом, њено иметак је било процењен на више од 200.000 канадских долара (око 1,83 милиона канадских долара по процени из 2021. године) и углавном се држало као деонице и обвезнице. Њена материјална имовина је процењена на укупно 350 долара, што је биограф Патриша Феникс сматрала потцењеним.

## Сликарско наслеђе
Олга је почела да црта и слика као млада. Рекла је свом званичном биографу Иану Ворресу:
Чак ми је и на часовима географије и аритметике било дозвољено да седим са оловком у руци. Могла сам много боље да слушам када сам цртао кукуруз или дивље цвеће.
Сликала је целог живота, на папиру, платну и керамици, а њен опус се процењује на преко 2.000 комада. Њена уобичајена тема били су пејзаж и природа, али је такође сликала портрете и мртву природе. Воррес је написао,
Њене слике, живе и осетљиве, уроњене су у пригушену светлост њене вољене Русије. Поред бројних пејзажа и цветних слика које откривају њену инхерентну љубав према природи, често се задржава и на призорима из једноставног свакодневног живота ... изведене са осетљивим оком за композицију, израз и детаље. Њен рад одише миром, спокојем и духом љубави који одражавају њен карактер, у потпуној супротности са патњом коју је доживела током већег дела свог живота.
Њена снаје је написала,
Као дубоко религиозна особа, велика кнегиња је доживљавала лепоту природе као божанско надахнуту креацију. Молитва и одлазак у цркву дали су јој снагу не само да превазиђе нове тешкоће које су је задесиле, већ и да настави са цртањем. Ова осећања захвалности Богу прожимала су не само иконе које је створила велика кнегиња, већ и њене портрете и мртве природе.
Њене слике су биле уносан извор прихода. Према речима њене снаје, Олга је радије излагала у Данској како би избегла комерцијализам северноамеричког тржишта. Руски програм помоћи, који су основали Тихон и његова трећа супруга Олга у част велике кнегиње, изложио је избор њених радова у резиденцији руског амбасадора у Вашингтону 2001. године, у Москви 2002. године, у Јекатеринбургу. 2004, у Санкт Петербургу и Москви 2005, у Тјумену и Сургуту 2006, у Третјаковској галерији у Москви и замку Светог Михаила у Санкт Петербургу 2007, и у Музеју Владимира Арсењева у Владивостоку 2013.године. Олгина дела налазе се у колекцијама британске краљице Елизабете II, норвешког краља Харалда V и приватних колекција у Северној Америци и Европи. Музеј Балеруп у Педерструпу у Данској има око 100 њених дела.

## Породично стабло
| \| \| \| \| \| \| \| \| \| \| \| \| \| \| 16. Павле I Петрович \| \| \| \| \| \| \| \| \| \| \| \| \| \| \| \| \| \| \| \| \| \| \| \| \| \| \| \| \| \| \| \| \| \| \| \| \| \| \| \| \| \| \| \| \| \| \| \| \| \| \| \| \| \| \| \| \| \| \| \| 8. Николај I Павлович \| \| \| \| \| \| \| \| \| \| \| \| \| \| \| \| \| \| \| \| \| \| \| \| \| \| \| \| \| \| \| \| \| \| \| \| \| \| \| \| \| \| \| \| \| \| \| \| \| \| \| \| \| \| \| \| \| \| \| \| \| \| \| \| \| \| \| \| \| \| \| \| 17. Марија Фјодоровна \| \| \| \| \| \| \| \| \| \| \| \| \| \| \| \| \| \| \| \| \| \| \| \| \| \| \| \| \| \| \| \| \| \| \| \| \| \| \| \| \| \| \| \| \| \| \| \| \| \| \| \| \| \| \| \| \| \| \| \| \| \| \| \| \| \| \| \| \| \| \| \| 4. Александар II Николајевич \| \| \| \| \| \| \| \| \| \| \| \| \| \| \| \| \| \| \| \| \| \| \| \| \| \| \| \| \| \| \| \| \| \| \| \| \| \| \| \| \| \| \| \| \| \| \| \| \| \| \| \| \| \| \| \| \| \| \| \| \| \| \| \| \| \| \| \| \| \| \| \| 18. Фридрих Вилхелм III \| \| \| \| \| \| \| \| \| \| \| \| \| \| \| \| \| \| \| \| \| \| \| \| \| \| \| \| \| \| \| \| \| \| \| \| \| \| \| \| \| \| \| \| \| \| \| \| \| \| \| \| \| \| \| \| \| \| \| \| \| \| \| \| \| \| \| \| \| \| \| \| 9. Александра Фјодоровна \| \| \| \| \| \| \| \| \| \| \| \| \| \| \| \| \| \| \| \| \| \| \| \| \| \| \| \| \| \| \| \| \| \| \| \| \| \| \| \| \| \| \| \| \| \| \| \| \| \| \| \| \| \| \| \| \| \| \| \| \| \| \| \| \| \| \| \| \| \| \| \| 19. Лујза од Мекленбург-Штрелица \| \| \| \| \| \| \| \| \| \| \| \| \| \| \| \| \| \| \| \| \| \| \| \| \| \| \| \| \| \| \| \| \| \| \| \| \| \| \| \| \| \| \| \| \| \| \| \| \| \| \| \| \| \| \| \| \| \| \| \| \| \| \| \| \| \| \| \| \| \| \| \| 2. Александар III Александрович \| \| \| \| \| \| \| \| \| \| \| \| \| \| \| \| \| \| \| \| \| \| \| \| \| \| \| \| \| \| \| \| \| \| \| \| \| \| \| \| \| \| \| \| \| \| \| \| \| \| \| \| \| \| \| \| \| \| \| \| \| \| \| \| \| \| \| \| \| \| \| \| 20. Лудвиг I, велики војвода од Хесена и Рајне \| \| \| \| \| \| \| \| \| \| \| \| \| \| \| \| \| \| \| \| \| \| \| \| \| \| \| \| \| \| \| \| \| \| \| \| \| \| \| \| \| \| \| \| \| \| \| \| \| \| \| \| \| \| \| \| \| \| \| \| \| \| \| \| \| \| \| \| \| \| \| \| 10. Лудвиг II од Хесена и Рајне \| \| \| \| \| \| \| \| \| \| \| \| \| \| \| \| \| \| \| \| \| \| \| \| \| \| \| \| \| \| \| \| \| \| \| \| \| \| \| \| \| \| \| \| \| \| \| \| \| \| \| \| \| \| \| \| \| \| \| \| \| \| \| \| \| \| \| \| \| \| \| \| 21. Лујза од Хесен-Дармштата \| \| \| \| \| \| \| \| \| \| \| \| \| \| \| \| \| \| \| \| \| \| \| \| \| \| \| \| \| \| \| \| \| \| \| \| \| \| \| \| \| \| \| \| \| \| \| \| \| \| \| \| \| \| \| \| \| \| \| \| \| \| \| \| \| \| \| \| \| \| \| \| 5. Марија Александровна \| \| \| \| \| \| \| \| \| \| \| \| \| \| \| \| \| \| \| \| \| \| \| \| \| \| \| \| \| \| \| \| \| \| \| \| \| \| \| \| \| \| \| \| \| \| \| \| \| \| \| \| \| \| \| \| \| \| \| \| \| \| \| \| \| \| \| \| \| \| \| \| 22. Карл Лудвиг од Бадена \| \| \| \| \| \| \| \| \| \| \| \| \| \| \| \| \| \| \| \| \| \| \| \| \| \| \| \| \| \| \| \| \| \| \| \| \| \| \| \| \| \| \| \| \| \| \| \| \| \| \| \| \| \| \| \| \| \| \| \| \| \| \| \| \| \| \| \| \| \| \| \| 11. Вилхелмина Баденска \| \| \| \| \| \| \| \| \| \| \| \| \| \| \| \| \| \| \| \| \| \| \| \| \| \| \| \| \| \| \| \| \| \| \| \| \| \| \| \| \| \| \| \| \| \| \| \| \| \| \| \| \| \| \| \| \| \| \| \| \| \| \| \| \| \| \| \| \| \| \| \| 23. Амалија од Хесен-Дармштата \| \| \| \| \| \| \| \| \| \| \| \| \| \| \| \| \| \| \| \| \| \| \| \| \| \| \| \| \| \| \| \| \| \| \| \| \| \| \| \| \| \| \| \| \| \| \| \| \| \| \| \| \| \| \| \| \| \| \| \| \| \| \| \| \| \| \| \| \| \| \| \| 1. Олга Александровна \| \| \| \| \| \| \| \| \| \| \| \| \| \| \| \| \| \| \| \| \| \| \| \| \| \| \| \| \| \| \| \| \| \| \| \| \| \| \| \| \| \| \| \| \| \| \| \| \| \| \| \| \| \| \| \| \| \| \| \| \| \| \| \| \| \| \| \| \| \| \| \| 24. Фридрих Карл Лудвиг, војвода од Шлезвиг-Холштајн-Зондербург-Бека \| \| \| \| \| \| \| \| \| \| \| \| \| \| \| \| \| \| \| \| \| \| \| \| \| \| \| \| \| \| \| \| \| \| \| \| \| \| \| \| \| \| \| \| \| \| \| \| \| \| \| \| \| \| \| \| \| \| \| \| \| \| \| \| \| \| \| \| \| \| \| \| 12. Фридрих Вилхелм од Шлезвиг-Холштајн-Зондербург-Гликсбурга \| \| \| \| \| \| \| \| \| \| \| \| \| \| \| \| \| \| \| \| \| \| \| \| \| \| \| \| \| \| \| \| \| \| \| \| \| \| \| \| \| \| \| \| \| \| \| \| \| \| \| \| \| \| \| \| \| \| \| \| \| \| \| \| \| \| \| \| \| \| \| \| 25. Каунтес Фридерика фон Шлибен \| \| \| \| \| \| \| \| \| \| \| \| \| \| \| \| \| \| \| \| \| \| \| \| \| \| \| \| \| \| \| \| \| \| \| \| \| \| \| \| \| \| \| \| \| \| \| \| \| \| \| \| \| \| \| \| \| \| \| \| \| \| \| \| \| \| \| \| \| \| \| \| 6. Кристијан IX Дански \| \| \| \| \| \| \| \| \| \| \| \| \| \| \| \| \| \| \| \| \| \| \| \| \| \| \| \| \| \| \| \| \| \| \| \| \| \| \| \| \| \| \| \| \| \| \| \| \| \| \| \| \| \| \| \| \| \| \| \| \| \| \| \| \| \| \| \| \| \| \| \| 26. Карл од Хесен-Касела \| \| \| \| \| \| \| \| \| \| \| \| \| \| \| \| \| \| \| \| \| \| \| \| \| \| \| \| \| \| \| \| \| \| \| \| \| \| \| \| \| \| \| \| \| \| \| \| \| \| \| \| \| \| \| \| \| \| \| \| \| \| \| \| \| \| \| \| \| \| \| \| 13. Лујза Каролина од Хесен-Касела \| \| \| \| \| \| \| \| \| \| \| \| \| \| \| \| \| \| \| \| \| \| \| \| \| \| \| \| \| \| \| \| \| \| \| \| \| \| \| \| \| \| \| \| \| \| \| \| \| \| \| \| \| \| \| \| \| \| \| \| \| \| \| \| \| \| \| \| \| \| \| \| 27. Лујза од Данске \| \| \| \| \| \| \| \| \| \| \| \| \| \| \| \| \| \| \| \| \| \| \| \| \| \| \| \| \| \| \| \| \| \| \| \| \| \| \| \| \| \| \| \| \| \| \| \| \| \| \| \| \| \| \| \| \| \| \| \| \| \| \| \| \| \| \| \| \| \| \| \| 3. Марија Фјодоровна \| \| \| \| \| \| \| \| \| \| \| \| \| \| \| \| \| \| \| \| \| \| \| \| \| \| \| \| \| \| \| \| \| \| \| \| \| \| \| \| \| \| \| \| \| \| \| \| \| \| \| \| \| \| \| \| \| \| \| \| \| \| \| \| \| \| \| \| \| \| \| \| 28. Фридрих од Хесен-Касела \| \| \| \| \| \| \| \| \| \| \| \| \| \| \| \| \| \| \| \| \| \| \| \| \| \| \| \| \| \| \| \| \| \| \| \| \| \| \| \| \| \| \| \| \| \| \| \| \| \| \| \| \| \| \| \| \| \| \| \| \| \| \| \| \| \| \| \| \| \| \| \| 14. Вилхелм од Хесен-Касела \| \| \| \| \| \| \| \| \| \| \| \| \| \| \| \| \| \| \| \| \| \| \| \| \| \| \| \| \| \| \| \| \| \| \| \| \| \| \| \| \| \| \| \| \| \| \| \| \| \| \| \| \| \| \| \| \| \| \| \| \| \| \| \| \| \| \| \| \| \| \| \| 29. Каролина од Насау-Узингена \| \| \| \| \| \| \| \| \| \| \| \| \| \| \| \| \| \| \| \| \| \| \| \| \| \| \| \| \| \| \| \| \| \| \| \| \| \| \| \| \| \| \| \| \| \| \| \| \| \| \| \| \| \| \| \| \| \| \| \| \| \| \| \| \| \| \| \| \| \| \| \| 7. Лујза од Хесен-Касела \| \| \| \| \| \| \| \| \| \| \| \| \| \| \| \| \| \| \| \| \| \| \| \| \| \| \| \| \| \| \| \| \| \| \| \| \| \| \| \| \| \| \| \| \| \| \| \| \| \| \| \| \| \| \| \| \| \| \| \| \| \| \| \| \| \| \| \| \| \| \| \| 30. Фредерик (принц Данске и Норвешке) \| \| \| \| \| \| \| \| \| \| \| \| \| \| \| \| \| \| \| \| \| \| \| \| \| \| \| \| \| \| \| \| \| \| \| \| \| \| \| \| \| \| \| \| \| \| \| \| \| \| \| \| \| \| \| \| \| \| \| \| \| \| \| \| \| \| \| \| \| \| \| \| 15. Лујза Шарлота од Данске \| \| \| \| \| \| \| \| \| \| \| \| \| \| \| \| \| \| \| \| \| \| \| \| \| \| \| \| \| \| \| \| \| \| \| \| \| \| \| \| \| \| \| \| \| \| \| \| \| \| \| \| \| \| \| \| \| \| \| \| \| \| \| \| \| \| \| \| \| \| \| \| 31. Софија Фредерика од Мекленбург-Шверина \| \| \| \| \| \| \| \| \| \| \| \| \| \| \| \| \| \| \| \| \| \| \| \| \| \| \| \| \| \| \| \| \| \| \| \| \| \| \| \| \| \| \| \| \| \| \| \| \| \| \| \| |                                                                      |  |  |  |  |  |  |  |  |  |  |  |                      |  |  |  |
| |                                                                      |  |  |  |  |  |  |  |  |  |  |  | 16. Павле I Петрович |  |  |  |
| |                                                                      |  |  |  |  |  |  |  |  |  |  |  |                      |  |  |  |
| |                                                                      |  |  |  |  |  |  |  |  |  |  |  |                      |  |  |  |
| |                                                                      |  |  |  |  |  |  |  |  |  |  |  |                      |  |  |  |
| | 8. Николај I Павлович                                                |  |  |  |  |  |  |  |  |  |  |  |                      |  |  |  |
| |                                                                      |  |  |  |  |  |  |  |  |  |  |  |                      |  |  |  |
| |                                                                      |  |  |  |  |  |  |  |  |  |  |  |                      |  |  |  |
| |                                                                      |  |  |  |  |  |  |  |  |  |  |  |                      |  |  |  |
| | 17. Марија Фјодоровна                                                |  |  |  |  |  |  |  |  |  |  |  |                      |  |  |  |
| |                                                                      |  |  |  |  |  |  |  |  |  |  |  |                      |  |  |  |
| |                                                                      |  |  |  |  |  |  |  |  |  |  |  |                      |  |  |  |
| |                                                                      |  |  |  |  |  |  |  |  |  |  |  |                      |  |  |  |
| | 4. Александар II Николајевич                                         |  |  |  |  |  |  |  |  |  |  |  |                      |  |  |  |
| |                                                                      |  |  |  |  |  |  |  |  |  |  |  |                      |  |  |  |
| |                                                                      |  |  |  |  |  |  |  |  |  |  |  |                      |  |  |  |
| |                                                                      |  |  |  |  |  |  |  |  |  |  |  |                      |  |  |  |
| | 18. Фридрих Вилхелм III                                              |  |  |  |  |  |  |  |  |  |  |  |                      |  |  |  |
| |                                                                      |  |  |  |  |  |  |  |  |  |  |  |                      |  |  |  |
| |                                                                      |  |  |  |  |  |  |  |  |  |  |  |                      |  |  |  |
| |                                                                      |  |  |  |  |  |  |  |  |  |  |  |                      |  |  |  |
| | 9. Александра Фјодоровна                                             |  |  |  |  |  |  |  |  |  |  |  |                      |  |  |  |
| |                                                                      |  |  |  |  |  |  |  |  |  |  |  |                      |  |  |  |
| |                                                                      |  |  |  |  |  |  |  |  |  |  |  |                      |  |  |  |
| |                                                                      |  |  |  |  |  |  |  |  |  |  |  |                      |  |  |  |
| | 19. Лујза од Мекленбург-Штрелица                                     |  |  |  |  |  |  |  |  |  |  |  |                      |  |  |  |
| |                                                                      |  |  |  |  |  |  |  |  |  |  |  |                      |  |  |  |
| |                                                                      |  |  |  |  |  |  |  |  |  |  |  |                      |  |  |  |
| |                                                                      |  |  |  |  |  |  |  |  |  |  |  |                      |  |  |  |
| | 2. Александар III Александрович                                      |  |  |  |  |  |  |  |  |  |  |  |                      |  |  |  |
| |                                                                      |  |  |  |  |  |  |  |  |  |  |  |                      |  |  |  |
| |                                                                      |  |  |  |  |  |  |  |  |  |  |  |                      |  |  |  |
| |                                                                      |  |  |  |  |  |  |  |  |  |  |  |                      |  |  |  |
| | 20. Лудвиг I, велики војвода од Хесена и Рајне                       |  |  |  |  |  |  |  |  |  |  |  |                      |  |  |  |
| |                                                                      |  |  |  |  |  |  |  |  |  |  |  |                      |  |  |  |
| |                                                                      |  |  |  |  |  |  |  |  |  |  |  |                      |  |  |  |
| |                                                                      |  |  |  |  |  |  |  |  |  |  |  |                      |  |  |  |
| | 10. Лудвиг II од Хесена и Рајне                                      |  |  |  |  |  |  |  |  |  |  |  |                      |  |  |  |
| |                                                                      |  |  |  |  |  |  |  |  |  |  |  |                      |  |  |  |
| |                                                                      |  |  |  |  |  |  |  |  |  |  |  |                      |  |  |  |
| |                                                                      |  |  |  |  |  |  |  |  |  |  |  |                      |  |  |  |
| | 21. Лујза од Хесен-Дармштата                                         |  |  |  |  |  |  |  |  |  |  |  |                      |  |  |  |
| |                                                                      |  |  |  |  |  |  |  |  |  |  |  |                      |  |  |  |
| |                                                                      |  |  |  |  |  |  |  |  |  |  |  |                      |  |  |  |
| |                                                                      |  |  |  |  |  |  |  |  |  |  |  |                      |  |  |  |
| | 5. Марија Александровна                                              |  |  |  |  |  |  |  |  |  |  |  |                      |  |  |  |
| |                                                                      |  |  |  |  |  |  |  |  |  |  |  |                      |  |  |  |
| |                                                                      |  |  |  |  |  |  |  |  |  |  |  |                      |  |  |  |
| |                                                                      |  |  |  |  |  |  |  |  |  |  |  |                      |  |  |  |
| | 22. Карл Лудвиг од Бадена                                            |  |  |  |  |  |  |  |  |  |  |  |                      |  |  |  |
| |                                                                      |  |  |  |  |  |  |  |  |  |  |  |                      |  |  |  |
| |                                                                      |  |  |  |  |  |  |  |  |  |  |  |                      |  |  |  |
| |                                                                      |  |  |  |  |  |  |  |  |  |  |  |                      |  |  |  |
| | 11. Вилхелмина Баденска                                              |  |  |  |  |  |  |  |  |  |  |  |                      |  |  |  |
| |                                                                      |  |  |  |  |  |  |  |  |  |  |  |                      |  |  |  |
| |                                                                      |  |  |  |  |  |  |  |  |  |  |  |                      |  |  |  |
| |                                                                      |  |  |  |  |  |  |  |  |  |  |  |                      |  |  |  |
| | 23. Амалија од Хесен-Дармштата                                       |  |  |  |  |  |  |  |  |  |  |  |                      |  |  |  |
| |                                                                      |  |  |  |  |  |  |  |  |  |  |  |                      |  |  |  |
| |                                                                      |  |  |  |  |  |  |  |  |  |  |  |                      |  |  |  |
| |                                                                      |  |  |  |  |  |  |  |  |  |  |  |                      |  |  |  |
| | 1. Олга Александровна                                                |  |  |  |  |  |  |  |  |  |  |  |                      |  |  |  |
| |                                                                      |  |  |  |  |  |  |  |  |  |  |  |                      |  |  |  |
| |                                                                      |  |  |  |  |  |  |  |  |  |  |  |                      |  |  |  |
| |                                                                      |  |  |  |  |  |  |  |  |  |  |  |                      |  |  |  |
| | 24. Фридрих Карл Лудвиг, војвода од Шлезвиг-Холштајн-Зондербург-Бека |  |  |  |  |  |  |  |  |  |  |  |                      |  |  |  |
| |                                                                      |  |  |  |  |  |  |  |  |  |  |  |                      |  |  |  |
| |                                                                      |  |  |  |  |  |  |  |  |  |  |  |                      |  |  |  |
| |                                                                      |  |  |  |  |  |  |  |  |  |  |  |                      |  |  |  |
| | 12. Фридрих Вилхелм од Шлезвиг-Холштајн-Зондербург-Гликсбурга        |  |  |  |  |  |  |  |  |  |  |  |                      |  |  |  |
| |                                                                      |  |  |  |  |  |  |  |  |  |  |  |                      |  |  |  |
| |                                                                      |  |  |  |  |  |  |  |  |  |  |  |                      |  |  |  |
| |                                                                      |  |  |  |  |  |  |  |  |  |  |  |                      |  |  |  |
| | 25. Каунтес Фридерика фон Шлибен                                     |  |  |  |  |  |  |  |  |  |  |  |                      |  |  |  |
| |                                                                      |  |  |  |  |  |  |  |  |  |  |  |                      |  |  |  |
| |                                                                      |  |  |  |  |  |  |  |  |  |  |  |                      |  |  |  |
| |                                                                      |  |  |  |  |  |  |  |  |  |  |  |                      |  |  |  |
| | 6. Кристијан IX Дански                                               |  |  |  |  |  |  |  |  |  |  |  |                      |  |  |  |
| |                                                                      |  |  |  |  |  |  |  |  |  |  |  |                      |  |  |  |
| |                                                                      |  |  |  |  |  |  |  |  |  |  |  |                      |  |  |  |
| |                                                                      |  |  |  |  |  |  |  |  |  |  |  |                      |  |  |  |
| | 26. Карл од Хесен-Касела                                             |  |  |  |  |  |  |  |  |  |  |  |                      |  |  |  |
| |                                                                      |  |  |  |  |  |  |  |  |  |  |  |                      |  |  |  |
| |                                                                      |  |  |  |  |  |  |  |  |  |  |  |                      |  |  |  |
| |                                                                      |  |  |  |  |  |  |  |  |  |  |  |                      |  |  |  |
| | 13. Лујза Каролина од Хесен-Касела                                   |  |  |  |  |  |  |  |  |  |  |  |                      |  |  |  |
| |                                                                      |  |  |  |  |  |  |  |  |  |  |  |                      |  |  |  |
| |                                                                      |  |  |  |  |  |  |  |  |  |  |  |                      |  |  |  |
| |                                                                      |  |  |  |  |  |  |  |  |  |  |  |                      |  |  |  |
| | 27. Лујза од Данске                                                  |  |  |  |  |  |  |  |  |  |  |  |                      |  |  |  |
| |                                                                      |  |  |  |  |  |  |  |  |  |  |  |                      |  |  |  |
| |                                                                      |  |  |  |  |  |  |  |  |  |  |  |                      |  |  |  |
| |                                                                      |  |  |  |  |  |  |  |  |  |  |  |                      |  |  |  |
| | 3. Марија Фјодоровна                                                 |  |  |  |  |  |  |  |  |  |  |  |                      |  |  |  |
| |                                                                      |  |  |  |  |  |  |  |  |  |  |  |                      |  |  |  |
| |                                                                      |  |  |  |  |  |  |  |  |  |  |  |                      |  |  |  |
| |                                                                      |  |  |  |  |  |  |  |  |  |  |  |                      |  |  |  |
| | 28. Фридрих од Хесен-Касела                                          |  |  |  |  |  |  |  |  |  |  |  |                      |  |  |  |
| |                                                                      |  |  |  |  |  |  |  |  |  |  |  |                      |  |  |  |
| |                                                                      |  |  |  |  |  |  |  |  |  |  |  |                      |  |  |  |
| |                                                                      |  |  |  |  |  |  |  |  |  |  |  |                      |  |  |  |
| | 14. Вилхелм од Хесен-Касела                                          |  |  |  |  |  |  |  |  |  |  |  |                      |  |  |  |
| |                                                                      |  |  |  |  |  |  |  |  |  |  |  |                      |  |  |  |
| |                                                                      |  |  |  |  |  |  |  |  |  |  |  |                      |  |  |  |
| |                                                                      |  |  |  |  |  |  |  |  |  |  |  |                      |  |  |  |
| | 29. Каролина од Насау-Узингена                                       |  |  |  |  |  |  |  |  |  |  |  |                      |  |  |  |
| |                                                                      |  |  |  |  |  |  |  |  |  |  |  |                      |  |  |  |
| |                                                                      |  |  |  |  |  |  |  |  |  |  |  |                      |  |  |  |
| |                                                                      |  |  |  |  |  |  |  |  |  |  |  |                      |  |  |  |
| | 7. Лујза од Хесен-Касела                                             |  |  |  |  |  |  |  |  |  |  |  |                      |  |  |  |
| |                                                                      |  |  |  |  |  |  |  |  |  |  |  |                      |  |  |  |
| |                                                                      |  |  |  |  |  |  |  |  |  |  |  |                      |  |  |  |
| |                                                                      |  |  |  |  |  |  |  |  |  |  |  |                      |  |  |  |
| | 30. Фредерик (принц Данске и Норвешке)                               |  |  |  |  |  |  |  |  |  |  |  |                      |  |  |  |
| |                                                                      |  |  |  |  |  |  |  |  |  |  |  |                      |  |  |  |
| |                                                                      |  |  |  |  |  |  |  |  |  |  |  |                      |  |  |  |
| |                                                                      |  |  |  |  |  |  |  |  |  |  |  |                      |  |  |  |
| | 15. Лујза Шарлота од Данске                                          |  |  |  |  |  |  |  |  |  |  |  |                      |  |  |  |
| |                                                                      |  |  |  |  |  |  |  |  |  |  |  |                      |  |  |  |
| |                                                                      |  |  |  |  |  |  |  |  |  |  |  |                      |  |  |  |
| |                                                                      |  |  |  |  |  |  |  |  |  |  |  |                      |  |  |  |
| | 31. Софија Фредерика од Мекленбург-Шверина                           |  |  |  |  |  |  |  |  |  |  |  |                      |  |  |  |
| |                                                                      |  |  |  |  |  |  |  |  |  |  |  |                      |  |  |  |
| |                                                                      |  |  |  |  |  |  |  |  |  |  |  |                      |  |  |  |